# Albánská pravoslavná eparchie v Americe
Albánská pravoslavná eparchie v Americe je jedna z eparchií Konstantinopolského patriarchátu.

## Historie
Po druhé světové válce se v Albánii dostali k moci komunisté. Tato situace rozdělila albánskou pravoslavnou komunitu v Americe. Někteří z nich opustili albánskou eparchii v čele s arcibiskupem Fanem (Noli) a stali se součástí Konstantinopolského patriarchátu. Roku 1949 byla zřízena zvláštní eparchie, která zpočátku zahrnovala jen dvě farnosti a malé jednotlivé skupiny.

## Seznam biskupů
- 1950–1982 Mark (Lipa)
- 2002–2022 Ilia (Katre)
- od 2023 Teofan (Koja)